# Artemisia arctisibirica
Artemisia arctisibirica là một loài thực vật có hoa trong họ Cúc. Loài này được Korobkov mô tả khoa học đầu tiên năm 1979.